# Kettle Stones Provincial Park
Kettle Stones Provincial Park är en park i Kanada.   Den ligger i provinsen Manitoba, i den sydöstra delen av landet, 2 000 km väster om huvudstaden Ottawa. Kettle Stones Provincial Park ligger 302 meter över havet. Den ligger vid sjön South Twin Lake.
Terrängen runt Kettle Stones Provincial Park är huvudsakligen platt. Kettle Stones Provincial Park ligger uppe på en höjd. Trakten runt Kettle Stones Provincial Park är nära nog obefolkad, med mindre än två invånare per kvadratkilometer.. Det finns inga samhällen i närheten. 
I omgivningarna runt Kettle Stones Provincial Park växer i huvudsak blandskog.